# Пчела почаевская
«Пчела почаевская» — сочинение, написанное Иовом Почаевским. Книга была издана в типографии Почаевской Лавры в 1884 году.

## История издания
В Свято-Успенской Почаевской Лавре длительное время хранилась книга, которая была собственноручно написана Иовом Почаевским (1551-1651). Однако эта книга со временем изменялась и дополнялась. В итоге в рукописи содержались различные выписки без указания источников, по этой причине нельзя было понять, что принадлежит Иову, а что не ему. 
В 1882 году архиепископ Волынский и Житомирский Тихон, который был в то время священноархимандритом Почаевской Лавры, нанял специалистов, которые исследователи эту рукопись. На основе данной рукописи в 1884 году была издана книга «Пчела Почаевская».
В 1932 году митрополит Варшавский Дионисий Валединский забрал оригинал рукописи к себе в епархию, после чего она бесследно исчезла.

## Содержание
«Пчела Почаевская» насчитывает 80 статей. В книге в основном находятся выписки из житий святых, патериков, бесед Иоанна Златоуста, Иоанна Лествичника, Григория Цамбалки и других. 
Особенную важность в книге составляют поучения Иова Почаевского, которые принадлежат лично ему: 
1. «Беседа преподобного Иова в Неделю ваий»
2. «Поучение преп. Иова Почаевского об отречении от миpa и о духовном совершенстве»
3. «Поучение преподобного Иова о Каине и Авеле и зависти и злобе»
4. «Поучение преп. Иова против пьянства»
5. «Поучение преп. Иова о семени и сеятеле и слушании слова Божия»
6. «Поучение преп. Иова о богатом и о Лазаре»
7. «Преподобного Иова Почаевского о терпении и благопохвалении и да не тако зело плачемся о умерших»
8. «Поучение преп. Иова Почаевского о божестве Иисуса Христа»
9. «Поучение преп. Иова Почаевского о божестве и человечестве Иисуса Христа, Сына Божия, Его воплощении и о Богоматери»